# Labor (herb szlachecki)

Herb

Labor – herb szlachecki.

## Opis herbu
W polu czerwonym, na srebrnym gryfie - tarcza błękitna, na której są trzy złote pszczoły. Klejnot: pięć piór strusich, skrajne błękitne, następne srebrne i środkowe czerwone. Dewiza na czerwonej wstędze: "Labor omnia vincit" -(czyli: Praca wszystko zwycięża). Labry z prawej strony czerwono-srebrne, z lewej błękitno-złote.

## Najwcześniejsze wzmianki
Nadany przez Aleksandra III w 1882.